# L'infinito

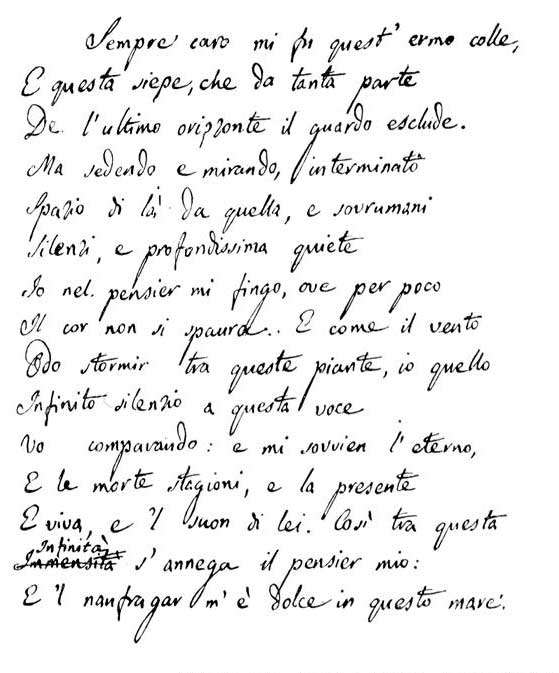
Другий рукопис «L'infinito»

"L'infinito" (італійська вимова: [liɱfiˈniːto] укр. Нескінченність) — вірш, написаний Джакомо Леопарді, ймовірно, восени 1819 року. Цей вірш є результатом прагнення Леопарді подорожувати за межі свого обмежуючого рідного міста Реканаті та пізнати більше світу, який він вивчав. Вірш широко відомий в Італії.

## Теми

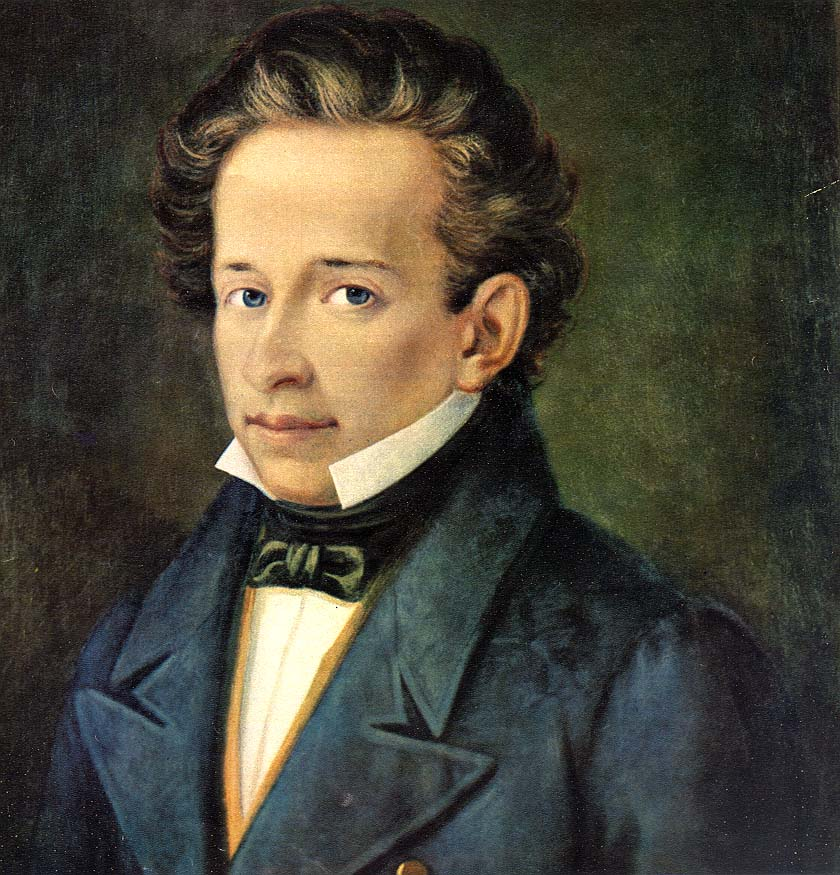
Портрет Джакомо Леопарді

Вірш, хоча й розпливчастий та етерний за своєю композицією, передає елементи філософського та класичного світів, останній з яких видно у виборі слова ermo, з давньогрецької, а не з використанням більш традиційного solitario щоб передати ізольованість цього пагорба. Ця персонофікація природного середовища є помітним у всій поемі та типове для іншої теми чи напрямку, часто пов'язаного з Леопарді: романтизму . Також у вірші відчувається гостре відчуття смертности, що виражається у згасанні пір року та потопанні думок, подібне до віри Леопарді в те, що він не проживе довго, віри, яка здійснилася, коли він помер у 38 років.
За Леопарді, простір і час скінченні та містять лише речі, які не є нескінченними: він розуміє просторову нескінченність як заперечення фізичної реальности: у його поезії простори нескінченні, тиші надлюдські, нерухомість глибока. Так само, як і в масонському баченні, нескінченність існує всередині людини або є лише продуктом людської уяви.

## Оригінальний текст
Sempre caro mi fu quest’ermo colle,

e questa siepe, che da tanta parte

dell’ultimo orizzonte il guardo esclude.

Ma sedendo e mirando, interminati
 
spazi di là da quella, e sovrumani
 
silenzi, e profondissima quïete

io nel pensier mi fingo; ove per poco
 
il cor non si spaura. E come il vento
 
odo stormir tra queste piante, io quello
 
infinito silenzio a questa voce

vo comparando: e mi sovvien l’eterno,
 
e le morte stagioni, e la presente

e viva, e 'l suon di lei. Così tra questa
 
immensità s’annega il pensier mio:

e 'l naufragar m’è dolce in questo mare.

## Переклад українською
Завжди цей пагорб був для мене милий,
І ці кущі, що стали на заваді
Для погляду по краю небосхилу.
Тут сидячи і дивлячись навколо, і простір
Нескінченний і безмежний, і тишу
Невідому, і безмовність
В уяві я плекаю, і тоді
Від страху стигне серце. І коли
У листі чую вітру шарудіння,
Я всесвіту порівнюю мовчання
З цим голосом: і згадую про вічне,
Про час померлих, та живий,
Поточний, справжній. І на цьому думка
В цій неосяжності примарній потопає:
І солодко тонути в цьому морі.

## Переклад англійською Джонатана Ґалассі
This lonely hill was always dear to me,

and this hedgerow, which cuts off the view

of so much of the last horizon.

But sitting here and gazing, I can see

beyond, in my mind’s eye, unending spaces,

and superhuman silences, and depthless calm,

till what I feel

is almost fear. And when I hear

the wind stir in these branches, I begin

comparing that endless stillness with this noise:

and the eternal comes to mind,

and the dead seasons, and the present

living one, and how it sounds.

So my mind sinks in this immensity:

and foundering is sweet in such a sea.

## Переклад англійською Захарії Ґреґора
I’ve always loved this solitary hill,

I’ve always loved this hedge that hides from me

So much of what my earthly eyes can see.

For as I sit and gaze, all calm and still,

I conjure up my thoughts; my mind I fill

With distances that stretch out boundlessly

And silences that somehow cannot be

Heard by my heart, which feels a sudden chill.

It seems these rustling leaves, this silence vast

Blend into one. Eternity draws nigh.

The present sounds and seasons, those long past

Become one sea of endless lives and deaths.

My thought is drowned, and yet it does not die:

It plunges into sweet, refreshing depths.
Цей переклад був найменований "Boundless Depths" (укр. Безмежні Глибини)

## Сучасне використання
Вірш декламує у фільмі «Сто кроків» (2000) головний герой Імпастато, проводячи паралель між Імпастато та Леопарді.